# Prosopocoilus bayanii tragulus
Prosopocoilus bayanii tragulus es una subespecie de coleóptero de la familia Lucanidae.

## Distribución geográfica
Habita en Halmahera en  Indonesia y en Nueva Guinea.